# Turchia ai Giochi della XXX Olimpiade
La Turchia ha partecipato ai Giochi della XXX Olimpiade di Londra con una delegazione di 114 atleti (48 maschi e 66 femmine) in 16 discipline, la più grande della sua storia.
Il nuotatore Derya Büyükunçu è diventata il primo atleta turco ad aver partecipato a sei edizioni dei Giochi.

## Medaglie
| Riepilogo quotidiano | Riepilogo quotidiano | Riepilogo quotidiano | Riepilogo quotidiano | Riepilogo quotidiano | Riepilogo quotidiano | Riepilogo quotidiano |
| -------------------- | -------------------- | -------------------- | -------------------- | -------------------- | -------------------- | -------------------- |
| Giorno               | Data                 |                      |                      |                      | Totale               |                      |
| 1°                   | 27                   | —                    | —                    | —                    | —                    |                      |
| 2°                   | 28                   | 0                    | 0                    | 0                    | 0                    |                      |
| 3°                   | 29                   | 0                    | 0                    | 0                    | 0                    |                      |
| 4°                   | 30                   | 0                    | 0                    | 0                    | 0                    |                      |
| 5°                   | 31                   | 0                    | 0                    | 0                    | 0                    |                      |
| 6°                   | 1                    | 0                    | 0                    | 0                    | 0                    |                      |
| 7°                   | 2                    | 0                    | 0                    | 0                    | 0                    |                      |
| 8°                   | 3                    | 0                    | 0                    | 0                    | 0                    |                      |
| 9°                   | 4                    | 0                    | 0                    | 0                    | 0                    |                      |
| 10°                  | 5                    | 0                    | 0                    | 0                    | 0                    |                      |
| 11°                  | 6                    | 0                    | 0                    | 1                    | 1                    |                      |
| 12°                  | 7                    | 0                    | 0                    | 0                    | 0                    |                      |
| 13°                  | 8                    | 0                    | 0                    | 0                    | 0                    |                      |
| 14°                  | 9                    | 1                    | 0                    | 0                    | 1                    |                      |
| 15°                  | 10                   | 1                    | 2                    | 0                    | 3                    |                      |
| 16°                  | 11                   | 0                    | 0                    | 0                    | 0                    |                      |
| 17°                  | 12                   | 0                    | 0                    | 0                    | 0                    |                      |
| Totale               | Totale               | 2                    | 2                    | 1                    | 5                    |                      |

### Medagliere per discipline
| Sport     | Oro | Argento | Bronzo | Totale |
| --------- | --- | ------- | ------ | ------ |
| Atletica  | 1   | 1       | 0      | 2      |
| Taekwondo | 1   | 1       | 0      | 2      |
| Lotta     | 0   | 0       | 1      | 1      |
| Totale    | 2   | 2       | 1      | 5      |

### Medaglie d'oro
| Medaglia | Nome                | Sport            | Evento           |
| -------- | ------------------- | ---------------- | ---------------- |
| Oro      | Servet Tazegül      | Taekwondo        | -68 kg maschile  |
| Oro      | Aslı Çakır Alptekin | Atletica leggera | 1500 m femminili |

### Medaglie d'argento
| Medaglia | Nome        | Sport            | Evento           |
| -------- | ----------- | ---------------- | ---------------- |
| Argento  | Gamze Bulut | Atletica leggera | 1500 m femminili |
| Argento  | Nur Tatar   | Taekwondo        | -67 kg femminili |

### Medaglie di bronzo
| Medaglia | Nome         | Sport | Evento                     |
| -------- | ------------ | ----- | -------------------------- |
| Bronzo   | Rıza Kayaalp | Lotta | Lotta greco-romana -120 kg |

## Risultati

### Pugilato
Maschile
| Atleta          | Evento                      | Sedicesimi               | Ottavi di finale            | Quarti di finale            | Semifinali           | Finale               | Pos. |
| Atleta          | Evento                      | Avversario Risultato     | Avversario Risultato        | Avversario Risultato        | Avversario Risultato | Avversario Risultato | Pos. |
| --------------- | --------------------------- | ------------------------ | --------------------------- | --------------------------- | -------------------- | -------------------- | ---- |
| Ferhat Pehlivan | Pesi mosca leggeri (-49 kg) | C. Suárez (TRI) V 16–6   | R. Elawady (EGY) V 20–6     | D. Ajrapetjan (RUS) P 11–19 | non qualificato      | non qualificato      | 5°   |
| Selçuk Eker     | Pesi mosca (-52 kg)         | C. Butdee (THA) P 10–24  | non qualificato             | non qualificato             | non qualificato      | non qualificato      | 17°  |
| Fatih Keleş     | Pesi leggeri (-60 kg)       | A. Chadi (ALG) V 15-8    | E. Petrauskas (LTU) P 12–16 | non qualificato             | non qualificato      | non qualificato      | 9°   |
| Yakup Şener     | Pesi superleggeri (-64 kg)  | S. Ambomo (CMR) V 19-10  | U. Rahmonov (UZB) P 8–16    | non qualificato             | non qualificato      | non qualificato      | 9°   |
| Adem Kılıççı    | Pesi medi (-75 kg)          | N. Pazziyev (TKM) V 14-7 | A. Drenovak (SRB) V 20–11   | R. Murata (JPN) P 13–17     | non qualificato      | non qualificato      | 5°   |
| Bahram Muzaffer | Pesi mediomassimi (-81 kg)  | Bye                      | E. Rouzbahani (IRI) P 12-18 | non qualificato             | non qualificato      | non qualificato      | 9°   |

### Sollevamento pesi
Maschile
| Atleta         | Evento | Strappo   | Strappo    | Slancio   | Slancio    | Totale | Classifica |
| Atleta         | Evento | Risultato | Classifica | Risultato | Classifica | Totale | Classifica |
| -------------- | ------ | --------- | ---------- | --------- | ---------- | ------ | ---------- |
| Hurşit Atak    | -62 kg | 130 kg    | 8º         | 172 kg    | 4º         | 302 kg | 5º         |
| Erol Bilgin    | -62 kg | 135 kg    | 6º         | 165 kg    | 7º         | 300 kg | 8º         |
| Mete Binay     | -69 kg | 150 kg    | 3º         | 175 kg    | 8º         | 325 kg | 6º         |
| Bünyamin Sezer | -69 kg | 130 kg    | 17º        | 145 kg    | 18º        | 275 kg | 18º        |
| Nezir Sağır    | -85 kg | 140 kg    | 15º        | 175 kg    | 16º        | 315 kg | 16º        |

Femminile
| Atleta          | Evento | Strappo   | Strappo    | Slancio   | Slancio    | Totale | Classifica |
| Atleta          | Evento | Risultato | Classifica | Risultato | Classifica | Totale | Classifica |
| --------------- | ------ | --------- | ---------- | --------- | ---------- | ------ | ---------- |
| Nurdan Karagöz  | -48 kg | 83 kg     | 3ª         | 104 kg    | 5ª         | 187 kg | 5ª         |
| Aylin Daşdelen  | -53 kg | 91 kg     | 6ª         | 124 kg    | DNF        | 91 kg  | DNF        |
| Bediha Tunadağı | -58 kg | 87 kg     | 16ª        | 107 kg    | 14ª        | 194 kg | 15ª        |
| Sibel Şimşek    | -63 kg | 105 kg    | 3ª         | 130 kg    | 4ª         | 235 kg | 4ª         |